# Кеслер Ернест Іванович
Ернест Іванович Кеслер (угор. Keszler Ernő, (18 липня 1930, Руська, Чехословаччина — 15 лютого 2004, Ужгород)  — колишній радянський і український футболіст, а згодом — футбольний тренер та громадський спортивний діяч. Грав на позиції нападника. Чемпіон України серед юнацьких збірних команд областей (1948), триразовий чемпіон республіки (1950, 1958, 1965) та володар кубка УРСР з футболу (1950), а також триразовий срібний призер першості України з футболу серед команд своєї зони класу «Б» (1957, 1963, 1964). Майстер спорту та один з перших спортивних діячів Закарпаття, якого удостоїли почесним званням «Заслужений тренер УРСР з футболу».

## Клубна кар'єра
Свій шлях у футбол розпочав у 1946 році в Ужгороді у місцевій команді «Локомотив». У 1948 році став чемпіоном України в складі юнацької збірної Закарпаття, а вже у 1950 році його запросили до ужгородського «Спартака», який того ж року вдруге став чемпіоном республіки та здобув Кубок УРСР з футболу. У 1952 році був призваний до лав Збройних сил. Строкову службу проходив у спортивному клубі армії, де виступав за колектив майстрів ОБО (Львів). У 1957 — 1965 роках в українській зоні класу «Б» в складі цієї команди він двічі став переможцем та чотири рази срібним призером змагань. У ці ж роки його включали до збірної України з футболу (1957, 1958).

## Кар'єра тренера та спортивного діяча
Після завершення активної футбольної кар'єри його у команді СКА (Львів) назначили тренером, а у 1966 році — головним тренером. Назва клубу протягом років декілька разів змінилася, а починаючи з сезону 1972 в другій лізі від Прикарпатського військового округу виступала команда «Волинь» (Луцк). Немала заслуга його в тому, що ця команда майстрів у 1965 році стала чемпіоном України, а у 1969 році здобула почесне друге місце. У кінці семидесятих років він очолював команду «Спартак» (Ужгород), після чого протягом довгих років передавав свій досвід вихованцям ужгородської ДЮСШ.

### Командні трофеї
- Чемпіон України (3): 1950, 1958, 1965
- Володар кубка УРСР з футболу (1): 1950
- Срібний призер Чемпіонату України (4): 1957, 1963, 1964, 1969

### Індивідуальні досягнення
- Майстер спорту (1959)
- Заслужений тренер УРСР з футболу (1966)